# Chimarra akkaorum
Chimarra akkaorum là một loài Trichoptera trong họ Philopotamidae. Chúng phân bố ở miền Ấn Độ - Mã Lai.